# Daniel Budnik
Daniel Budnik (ur. 20 maja 1933 w Nowym Jorku, zm. 14 sierpnia 2020 w Tucson) – amerykański fotograf.

## Życiorys
Urodził się 20 maja 1933 r. w Nowym Jorku. W dzieciństwie wyjechał do Los Angeles, ale po szkole średniej wrócił do miasta, gdzie studiował malarstwo na Art Students’ League of New York. W połowie lat 1950. podjął też studia na New York school of Abstracts Expressionist and Pop Artists i przez następne lata uczynił fotografię głównym polem swojej działalności. W 1957 r. został przyjęty do Magnum Photos i w następnym roku pojechał na Kubę, by dokumentować tamtejsze naruszenia praw człowieka. Efekty tej podróży publikował w Life, Sports Illustrated i Vogue.
Budnik dokumentował zmiany społeczne, w tym amerykański ruch na rzecz praw obywatelskich, m.in. Youth March for Integrated Schools (1958 r.), przemowę I Have a Dream oraz marsz na Waszyngton (1963 r.), Selma to Montgomery March (1965 r.). Jest autorem portretów abstrakcyjnych ekspresjonistów, z którymi przyjaźnił się w Nowym Jorku w latach 1950. i 1960., m.in. Willema de Kooninga i Helen Frankenthaler. Pod konieclat 1960. zaczął dokumentować kulturę Indian, w tym sędziwych przedstawicieli 20 plemion z całego kraju. Zaprzyjaźnił się z plemieniem Hopi na tyle, że w późnych latach 1970. osiadł w Arizonie. Przyjaźnił się z Georgia O’Keeffe i bywał na jej ranczu w Abiquiu w Nowym Meksyku.
Wyróżniony American Society of Media Photographers Honor Award (1999 r.).
Zmarł 14 sierpnia 2020 r. w Tucson.